# Hippocampus hippocampus
Espèce
Statut de conservation UICN

 DD  : Données insuffisantes
Statut CITES
Hippocampus hippocampus, l'Hippocampe à museau court ou Hippocampe commun, est une espèce de poissons de la famille des Syngnathidae et du genre Hippocampus.

## Distribution
C'est l'une des deux espèces d'hippocampe présente en France avec son cousin, l'hippocampe moucheté Hippocampus guttulatus. L'Hippocampe à museau court est présent en Méditerranée, en Atlantique jusqu'en Manche.

## Description
C'est un hippocampe qui atteint une taille d'environ 10 cm. il est de couleur brune à marron. La taille du museau est égale d'environ 1/3 de la taille de la tête.

### Espèce voisine
- L'Hippocampe moucheté